# Манятинська сільська рада
Маня́тинська сільська́ ра́да — адміністративно-територіальна одиниця та орган місцевого самоврядування у Славутському районі Хмельницької області. Адміністративний центр — село Манятин.

## Загальні відомості
Манятинська сільська рада утворена в 1976 році.
- Територія ради: 26,33 км²
- Населення ради: 1 087 осіб (станом на 2001 рік)
- Територією ради протікає річка Утка

## Населені пункти
Сільській раді підпорядковані населені пункти:
- с. Манятин
- с. Яблунівка

## Склад ради
Рада складається з 16 депутатів та голови.
- Голова ради: Митюк Олексій Анатолійович
- Секретар ради: Сторожук Галина Данилівна

### Керівний склад попередніх скликань
| Прізвище, ім'я, по батькові | Основні відомості                                    | Дата обрання | Дата звільнення |
| --------------------------- | ---------------------------------------------------- | ------------ | --------------- |
| Піголь Іван Павлович        | Сільський голова, 1958 року народження, безпартійний | 26.03.2006   | 31.10.2010      |
| Митюк Олексій Анатолійович  | Сільський голова, 1986 року народження, освіта вища  | 31.10.2010   |                 |

Примітка: таблиця складена за даними сайту Верховної Ради України

### Депутати
За результатами місцевих виборів 2010 року депутатами ради стали:

#### За суб'єктами висування
| Суб'єкт висування                 | Кількість обраних депутатів | %    |
| --------------------------------- | --------------------------- | ---- |
| Самовисування                     | 9                           | 56,3 |
| Народна партія                    | 5                           | 31,3 |
| Комуністична партія України       | 1                           | 6,3  |
| Політична партія «Сильна Україна» | 1                           | 6,3  |

#### За округами
| № округу                          | Прізвище, ім'я, по батькові      | Дата визнання обраним | Освіта  | Партійна приналежність                  | Відомості про обраного депутата                      |
| --------------------------------- | -------------------------------- | --------------------- | ------- | --------------------------------------- | ---------------------------------------------------- |
| Комуністична партія України       |                                  |                       |         |                                         |                                                      |
| 14                                | Мухарський Віталій Станіславович | 01.11.2010            | середня | позапартійний                           | фермерське господарство «Манятин», сторож            |
| Народна Партія                    |                                  |                       |         |                                         |                                                      |
| 7                                 | Бражук Борис Дмитрович           | 01.11.2010            | вища    | член Народної партії                    | Новоград-Волинський ЛВУ, оператор ГРС                |
| 9                                 | Бондарчк Петро Миколайович       | 01.11.2010            | середня | член Народної партії                    | Манятинська сільська рада, соціальний працівник      |
| 12                                | Попель Йосип Миколайович         | 01.11.2010            | середня | позапартійний                           | Бригада № 2 с. Манятин, управляючий бригадою № 2     |
| 13                                | Василевський Петро Дмитрович     | 01.11.2010            | вища    | позапартійний                           | ХОПЛ № 3, лікар                                      |
| 16                                | Паламар Леонід Петрович          | 01.11.2010            | середня | позапартійний                           | ІНСЕКО, тракторист                                   |
| Політична партія «Сильна Україна» |                                  |                       |         |                                         |                                                      |
| 8                                 | Ягода Анатолій Степанович        | 01.11.2010            | середня | член Політичної партії «Сильна Україна» | Новоград-Волинський ЛВУ, оператор ГРС                |
| Самовисування                     |                                  |                       |         |                                         |                                                      |
| 1                                 | Сторожук Галина Данилівна        | 01.11.2010            | середня | позапартійна                            | Манятинська сільська рада, секретар                  |
| 2                                 | Бондарчук Клавдія Дмитрівна      | 01.11.2010            | середня | позапартійна                            | Манятинська сільська рада, бухгалтер                 |
| 3                                 | Власюк Юрій Іванович             | 01.11.2010            | середня | позапартійний                           | фермерське господарство «Манятин», заступник голови  |
| 4                                 | Стецюк Віталій Дмитрович         | 01.11.2010            | вища    | позапартійний                           | Манятинський НВК, директор                           |
| 5                                 | Музичук Володимир Дмитрович      | 01.11.2010            | середня | позапартійний                           | фермерське господарство «Манятин», завідувач складів |
| 6                                 | Вознюк Вадим Васильович          | 01.11.2010            | вища    | член Партії регіонів                    | фермерське господарство «Манятин», головний агроном  |
| 10                                | Корнійчук Раїса Володимирівна    | 01.11.2010            | середня | позапартійна                            | фермерське господарство «Манятин», доярка            |
| 11                                | Бродецький Валерій Миколайович   | 01.11.2010            | середня | позапартійний                           | ХОПЛ № 3, завідувач складу                           |
| 15                                | Іванчук Володимир Іванович       | 01.11.2010            | вища    | позапартійний                           | ХОПЛ № 3, головний лікар                             |

## Господарська діяльність
Основним видом господарської діяльності сільської ради є сільськогосподарське виробництво.

## Населення
Згідно з переписом УРСР 1989 року чисельність наявного населення сільської ради становила 1312 осіб, з яких 651 чоловік та 661 жінка.
За переписом населення України 2001 року в сільській раді мешкало 1087 осіб.

### Мова
Розподіл населення за рідною мовою за даними перепису 2001 року:
| Мова       | Відсоток |
| ---------- | -------- |
| українська | 99,45 %  |
| російська  | 0,55 %   |